# Магнолія тихоокеанська
Магнолія тихоокеанська (Magnolia pacifica) — вид рослин родини магнолієві (Magnoliaceae).
Це вічнозелене дерево, що походить з вологих гірських хмарних лісів штатів Халіско і Сонора на заході Мексики.